# Jamie Lawson
Jamie Lawson (Plymouth, 1º dicembre 1975) è un cantante britannico.

## Biografia
Originario di Plymouth, ha intrapreso la propria carriera musicale nel 2000, mettendo in commercio gli album in studio Last Night Stars e The Pull of the Moon; quest'ultimo classificatosi in top ten nelle Official Aotearoa Music Charts e al 70º posto nella Irish Albums Chart.
Il singolo Wasn't Expecting That, estratto dal terzo disco omonimo, è divenuto il suo principale successo dopo esser stato ripubblicato nel 2015, ricevendo il doppio platino in Australia e un platino in madrepatria, oltre a un disco d'oro sia in Danimarca, Germania che Nuova Zelanda. Lo stesso brano è incluso nell'album eponimo, reso disponibile nell'ottobre 2015 dalla Gingerbread Man Records, etichetta di Ed Sheeran per la quale Lawson ha iniziato a lavorare.
Il disco, numero uno nella Official Albums Chart, classificatosi all'interno della graduatoria degli Stati Uniti d'America e promosso da una tournée, ha conseguito la certificazione d'oro dalla BPI con più di 100 000 unità equivalenti. Ha inoltre aperto le tappe britanniche e irlandesi dell'On the Road Again Tour degli One Direction, venendo selezionato come opening act dei concerti di Sheeran tra marzo e aprile 2015, in occasione del suo X Tour.
Happy Accidents ha regalato al cantante il suo secondo ingresso nella classifica album del Regno Unito, fermandosi in 23ª posizione.

## Discografia

### Album in studio
- 2003 – Last Night Stars
- 2010 – The Pull of the Moon
- 2011 – Wasn't Expecting That
- 2015 – Jamie Lawson
- 2017 – Happy Accidents
- 2019 – The Years in Between

### EP
- 2020 – Moving Images
- 2020 – Lockdown Versions
- 2020 – Talking Pictures

### Singoli
- 2015 – Wasn't Expecting That
- 2015 – Ahead of Myself
- 2015 – Cold in Ohio
- 2017 – Can't See Straight
- 2017 – Miracle of Love
- 2017 – Fall into Me
- 2017 – Footprints in the Snow
- 2017 – A Little Mercy
- 2018 – Testify
- 2018 – The Answer
- 2019 – Use Somebody
- 2020 – Ooh Baby (feat. Ellen Kirby)
- 2020 – She Sings for Me
- 2020 – Isolation Dating (feat. Ellie Christie)
- 2020 – Closure
- 2020 – All Because of You
- 2020 – Out of This World (feat. Robert
- 2020 – Peanut Butter Palm Trees
- 2020 – It's Christmas Time (Nearly) (con Ellen Kirby e G-Bar)
- 2021 – A Case of You
- 2021 – Freedom